# Tranvia di Lussemburgo
La tranvia di Lussemburgo è una tranvia che serve la città di Lussemburgo, capitale dell'omonimo granducato. Il tracciato attuale, lungo di 12 km, comprende 22 stazioni di cui 8 poli intermodali che integrano altri servizi di trasporto pubblico urbano e regionale. Il primo tratto della linea è stato aperto nel 2017, seguito da varie estensioni nel corso degli anni, portando la media giornaliera di passeggeri da 17.000 nel 2017 a 110.000 nel 2024.

## Storia
Inaugurata il 10 dicembre 2017 con un primo tracciato lungo 3,5 km attraverso il quartiere Kirchberg, è stata estesa verso il centro in due fasi, prima il 28 luglio 2018 fino alla Place de l'étoile e poi il 13 dicembre 2020 fino alla stazione centrale, con successive estensioni nei quartieri a sud l'11 settembre 2022 e il 7 luglio 2024, rispettivamente verso Bonnevoie e verso Howald e Cloche d'Or ed estensione fino all'aeroporto internazionale di Lussemburgo-Findel il 2 marzo 2025.
Attualmente la linea ha una lunghezza complessiva di 16,4 km.
Dal 1º marzo 2020 il trasporto pubblico nel Lussemburgo è stato reso completamente gratuito per tutti gli utenti.

### Progetti
Nei prossimi tempi verranno avviati i lavori per la seconda linea nel quartiere Kirchberg, la cui messa in servizio è prevista per il secondo semestre del 2027. Seguiranno dal 2027 al 2029 i lavori ad una nuova linea nel quartiere di Hollerich.
Il 2028 vedrà l'apertura del primo tratto verso Leudelange della nuova linea interurbana tra la città di Lussemburgo e la città di Esch-sur-Alzette. Seguiranno tre estensioni che completeranno la linea entro il 2035.
Una diramazione verso ovest a partire dall'attuale stazione Stäreplaz - Place de l'étoile collegherà il centro ospedaliero del Lussemburgo alla rete tranviaria. La linea sarà operativa per il 2032.
Un'ulteriore linea è prevista tra lo stadio di Lussemburgo e la Place de l'étoile passando per la stazione ferroviaria di Hollerich. La costruzione di questa linea è stata dichiarata prioritaria perché fondamentale per l'inserimento dei tram provenienti da Esch-sur-Alzette nella rete urbana della città di Lussemburgo. L'apertura è fissata al 2031.
Per poter operare queste numerose nuove linee, Luxtram sarà impegnata nella costruzione di un nuovo deposito dal 2026 al 2030, con una capacità d'accoglienza di 40 veicoli, situato a sud della città di Lussemburgo.

## Materiale rotabile
Per l'esercizio della prima linea sono state ordinate alla CAF 32 vetture tranviarie di tipo Urbos 3.